# 12 Tónar
12 Tónar is de naam van een platenwinkel in het centrum van Reykjavík, IJsland en het is tevens de naam van een aan de winkel gerelateerd platenlabel voor IJslandse indie bands. Bands als Mugison, Trabant en Singapore Sling hebben hier een contract.
Muziekliefhebbers waren erg blij met de komst van 12 Tónar toen deze in 1998 voor het eerst openging. De winkel met een prettige koffiehoek werd niet alleen al vrij snel een ontmoetingsplaats voor muzikanten als Björk, Sigur Rós, Múm, maar vormde ook een kernplek voor klassieke componisten en uitvoerenden. Het pand op de hoek van Grettisgata was dan ook snel te klein en men verhuisde naar Skólavörðustígur 15 waar een souterrain beschikbaar was.
12 Tónar is uitgever van IJslandse muziek, en importeur en verspreider voor buitenlandse platenlabels. Het is ook een snelgroeiend onafhankelijk platenlabel.
12 Tónar had een winkel in het centrum van Kopenhagen maar deze is begin 2008 gesloten.